# Чарлз (округ, Вірджинія)
Шаблон:StateAbbr_ 37°21′ пн. ш. 77°04′ зх. д. / 37.35° пн. ш. 77.06° зх. д.
Округ Чарлз (англ. Charles City County) — округ (графство) у штаті Вірджинія, США. Ідентифікатор округу 51036.

## Демографія
За даними перепису 2000 року загальне населення округу становило 6926 осіб, усе сільське. Серед мешканців округу чоловіків було 3398, а жінок — 3528. В окрузі було 2670 домогосподарств, 1977 родин, які мешкали в 2895 будинках. Середній розмір родини становив 3,02.
Віковий розподіл населення поданий у таблиці:
| Стать    | До 15 років | 15-21 | 22-29 | 30-39 | 40-49 | 50-65 | 65-85 | Понад 85 |
| -------- | ----------- | ----- | ----- | ----- | ----- | ----- | ----- | -------- |
| Чоловіки | 631         | 298   | 282   | 520   | 593   | 705   | 346   | 23       |
| Жінки    | 606         | 308   | 274   | 551   | 603   | 681   | 459   | 46       |

## Суміжні округи
- Нью-Кент — північ
- Джеймс — схід
- Саррі — південний схід
- Принс-Джордж — південь
- Честерфілд — південний захід
- Генрайко — захід

## Виноски
1. ↑  U.S. Decennial Census. United States Census Bureau. Архів оригіналу за 26 квітня 2015. Процитовано 1 січня 2014.
2. ↑  Historical Census Browser. University of Virginia Library. Архів оригіналу за 11 серпня 2012. Процитовано 1 січня 2014.
3. ↑  Population of Counties by Decennial Census: 1900 to 1990. United States Census Bureau. Архів оригіналу за 15 грудня 2013. Процитовано 1 січня 2014.
4. ↑  Census 2000 PHC-T-4. Ranking Tables for Counties: 1990 and 2000 (PDF). United States Census Bureau. Архів оригіналу (PDF) за 18 грудня 2014. Процитовано 1 січня 2014.
5. ↑  State & County QuickFacts. United States Census Bureau. Архів оригіналу за 8 липня 2011. Процитовано 1 січня 2014. [Архівовано 2011-06-06 у Wayback Machine.](англ.) Наведено за англійською вікіпедією.
6. ↑  American FactFinder. Бюро перепису населення США. Архів оригіналу за 26 лютого 2012. Процитовано 31 січня 2008. [Архівовано 2008-05-21 у Wayback Machine.]

| США | Це незавершена стаття з географії США. Ви можете допомогти проєкту, виправивши або дописавши її. |